# Agnieszka Mitręga
Agnieszka Mitręga (ur. 26 kwietnia 1985 w Cieszynie) – polska siatkarka grająca na pozycji przyjmującej.

## Kariera sportowa
Jej pierwszym klubem była Victoria Cieszyn, w sezonie 1999/2000 występowała w juniorskim zespole BKS Stal Bielsko-Biała. W 2000 została uczennicą Szkoły Mistrzostwa Sportowego w Sosnowcu. W 2002 została mistrzynią Europy juniorek, w 2003 zdobyła brązowy medal mistrzostw świata juniorek. W 2004 została zawodniczką Wisły Kraków. W 2007 zawodniczką PLKS Pszczyna. Z zespołem z Pszczyny spadła w sezonie 2007/2008 z I ligi (II poziom rozgrywek), ponownie wywalczyła awans do tych rozgrywek w 2009, spadek w 2012 i awans w 2014. W sezonie 2014/2015 jej zespół występował początkowo pod nazwą KS Jastrzębie-Borynia PLKS Pszczyna, od stycznia 2015 pod nazwą KS Jastrzębie-Borynia. Po wycofaniu się zespołu z rozgrywek I ligi została jesienią 2015 zawodniczką czeskiej drużyny TJ Sokol Frydek-Mistek.
Jest absolwentką Akademii Wychowania Fizycznego im. Bronisława Czecha w Krakowie, pracę magisterską Działalność sekcji piłki siatkowej mężczyzn klubu sportowego 'Olimpia' Goleszów w latach 1959–2007 napisała pod kierunkiem Haliny Zdebskiej. Pracuje jako nauczycielka w-f.

## Sukcesy
- Mistrzostwa Europy Juniorek:
  -  2002
- Mistrzostwa Świata Juniorek:
  -  2003